# Перін Юрій Олександрович
Ю́рій Олекса́ндрович Пе́рін (нар. 9 січня 1987, Новоград-Волинський, Житомирська область, УРСР) — український футболіст, нападник.

## Клубна кар'єра
У чемпіонаті України (ДЮФЛ) виступав за команди «Динамо» та «Динамо-2» (Київ), «Волинь» (Луцьк), УФК (Харків), зігравши 61 матч і забивши 10 голів. У 2009—2010 роках виступав за аматорський клуб «Звягель-750», з яким став срібним призером чемпіонату України серед аматорських колективів.
Більшу частину своєї кар'єри гравця провів у різних клубах першої та другої ліг українського футболу. Зокрема, в таких клубах як «Рось» (Біла Церква), ФК «Житомир» та ФК «Коростень», «Шахтар» (Свердловськ), з яким займав 3 місце в групі Б другої ліги України, також виступав в таких командах як ФК «Карлівка», «Інгулець» (Петрове) та «Гірник» (Кривий Ріг), з яким в сезоні 2013/14 здобув путівку в першу лігу, занявши 4 місце.
Узимку 2016 року перебрався до чернівецької «Буковини», з якою теж здобув путівку в першу лігу, занявши 4 місце в сезоні 2015/16. 1 грудня 2016 року припинив співпрацю з чернівецькою командою. З 2017 року виступає за польські напівпрофесійні клуби із третьої та четвертої ліги.

## Досягнення
- Чемпіонат України з футболу серед аматорів:
  - Срібний призер: 2010
  - Найкращий бомбардир (2010): 14 голів

## Статистика
| Турніри                   | Матчі | Кількість забитих м'ячів |
| ------------------------- | ----- | ------------------------ |
| Перша ліга України        | 31    | 3                        |
| Кубок України             | 4     | 1                        |
| Друга ліга України        | 108   | 14                       |
| Всього                    | 143   | 18                       |
| Аматорська ліга України   | 21    | 17                       |
| Аматорський кубок України | 4     | 2                        |
| Всього                    | 25    | 19                       |
| Всього за кар'єру         | 168   | 37                       |